# Milavče (przystanek kolejowy)
Milavče – przystanek kolejowy w miejscowości Milavče, w kraju pilzneńskim, w Czechach. Położony jest na wysokości 395 m n.p.m. Znajduje się we wschodniej części miejscowości.
Na przystanku nie ma możliwości kupienie biletu, a obsługa podróżnych odbywa się w pociągu. 

## Linie kolejowe
- 180 Plzeň - Domažlice - Furth im Wald